# Лапад
Лападът (Rumex, костурски говор: шчевие) е род многогодишни (рядко едногодишни) тревисти растения от семейство Лападови, срещащи се в области с умерен климат. Разпространени са в изобилие по поляните в по-голямата част от Европа. Има около 150 – 200 вида лапад, в България – около 20 вида. Спанаковият лапад се отглежда като листен зеленчук.
В различни фолклорни области лападът е наричан още с имената щавел, щавляк, лобода. Щафел или щавел в по-чести случаи се използва за синоним на лападовото растение „киселец“, в Западните покрайнини и Пернишко - щафел е обикновения широколистен лапад. В Северна и Северозападна България - щавляк наричат само спанаковия (или спаначен, спанакоподобен) лапад.

## Видове
Видове лапад, срещащи се в България:
- Rumex acetosa – киселец
- Rumex acetosella – козя брада
- Rumex alpinus – алпийски лапад
- Rumex aquaticus – воден лапад
- Rumex arifolius – змиярников лапад
- Rumex conglomeratus – кълбест лапад
- Rumex crispus – къдрав лапад
- Rumex hydrolapathum – крайводен лапад
- Rumex kerneri – Кернеров лапад
- Rumex obtusifolius – тъполистен лапад
- Rumex palustris – блатен лапад
- Rumex patientia – спанаков лапад
- Rumex pulcher – хубав лапад
- Rumex sanguineus – кървавочервен лапад
- Rumex tenuifolius – теснолистен лапад
- Rumex tuberosus – грудест лапад